# Vita Ædwardi Regis

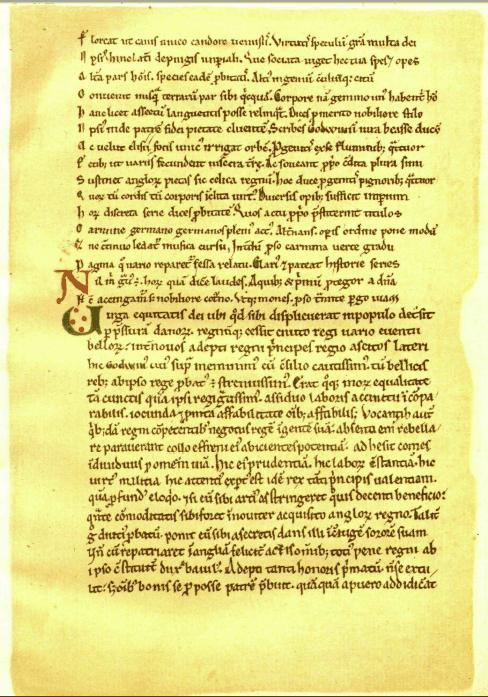
Faksimile der Seite 2 des MS 526, British Library Harley

Die Vita Ædwardi Regis qui apud Westmonasterium Requiescit (Leben des Königs Edward, der in Westminster ruht), auch einfach nur als Vita Ædwardi Regis ist eine Biografie des englischen Königs Eduards des Bekenners, die von einem unbekannten Autor um das Jahr 1067 verfasst wurde. Auftraggeberin der Schrift war die angelsächsische Königswitwe Edith von Wessex, die gleichzeitig Schwester des unmittelbaren Thronnachfolgers Harald Godwinson war. Das Werk entstand zumindest teilweise nach der Eroberung Englands durch den Normannenherzog Wilhelm. Der Autor ist unbekannt. Es handelt sich jedoch mit Sicherheit um ein Mitglied des Haushalts von Königin Edith, der aus Flamen stammte. Als mögliche Kandidaten gelten Goscelin und Folcard, beides Mönche der Abtei Saint Bertin in Saint-Omer.
Der Text besteht aus zwei Teilen. Der erste befasst sich mit England in den Jahrzehnten vor der normannischen Eroberung im Jahr 1066. Es geht auch ausführlich auf die Aktivitäten der Godwin-Familie ein, der Edith von Wessex als Tochter des Jarl Godwin angehörte. Der zweite Teil beschäftigt sich mit der Heiligkeit König Edwards. Es ist wahrscheinlich, dass die zwei Teile ursprünglich unabhängig voneinander geplant waren. Der erste Teil ist eine säkulare Historie, während der zweite Teil mehr hagiographisch geprägt ist.

## Entstehungszeit
Der Historiker Frank Barlow bezeichnet die Datierung der Vita als relativ einfach. Das letzte historische Ereignis, auf das im Text Bezug genommen wird, ist die Schlacht von Hastings im Oktober 1066 und die Arbeit am Text muss vor der Absetzung des Erzbischofs Stigand und dem Tod der Königswitwe Edith abgeschlossen worden sein. Die beiden Ereignisse fallen in das Jahr 1070 und 1075. Edith von Wessex, die auch als mögliche Auftraggeberin des Teppich von Bayeuxs diskutiert wird, ließ mit der Vita ein Werk schaffen, in der besonders ihr Ehemann Eduard, ihr Vater Godwin von Wessex und ihre Brüder Tostig und Harald Godwinson zelebriert wurden. Als Modell für den Auftrag der Königin diente möglicherweise eine Vita, die ihre Vorgängerin Emma von der Normandie mit Encomium Emmae Reginae verfassen ließ. Der Verfasser der Vita hatte Zugang zu Informationen, die nur für ein Mitglied des königlichen Haushalts erklärlich sind. Es gibt Indizien, dass der erste Teil teilweise noch zu Lebzeiten König Edwards verfasst wurde. Er spielt im ersten Band noch eine verhältnismäßig geringe Rolle, weit größere Teile sind Edith, ihrem Vater und ihren Brüdern gewidmet. Nach den Ereignissen im Jahre 1066, in dem nach Edwards Tod Ediths Bruder Harald den englischen Thron bestieg, erfolgreich einen skandinavischen Angriff in der Schlacht von Stamford Bridge abwehrte, wenige Wochen später aber dem Angriff des Normannenherzogs unterlag und gemeinsam mit zwei seiner Brüder in der Schlacht von Hastings fiel, worauf Wilhelm der Eroberer den englischen Thron bestieg, wurde die Arbeit am ersten Band vermutlich abgebrochen und erst später in einem mehr König Edward gewidmeten Band inkorporiert.
Der zweite Teil der Vita ist relativ kurz und nennt eine Reihe von Wundern oder wunderähnlichen Ereignissen, die Eduards Heiligkeit unterstreichen. Dieser Teil wurde mit großer Sicherheit geschrieben, bevor Erzbischof Stigand abgesetzt wurde. Der Historiker Frank Barlow hält eine Entstehung im Jahre 1067 für wahrscheinlich.